# 辛島格

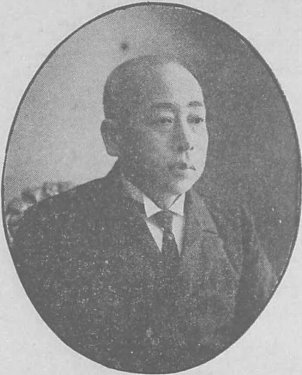
辛島格

辛島 格（からしま いたる、1854年6月5日（嘉永7年5月10日）- 1913年（大正2年）5月22日）は、第3代熊本市長。

## 経歴
熊本藩士辛島多禧次の二男として生まれる。祖父の辛島塩井は藩儒であった。藩校時習館で学ぶ。1879年（明治12年）、熊本県師範学校副幹事・教授方を務めた。1881年（明治14年）、上益城郡書記・上益城郡下益城郡書記に転じ、翌年まで務めた。1885年（明治18年）には熊本県警部となり、1888年（明治21年）には熊本県属となった。1893年（明治26年）、八代郡長となり、海面埋め立て事業を手掛けた。
1897年（明治30年）、熊本市長に就任。当時、熊本市の山崎町には第6師団の練兵場があり、市街の発展を妨げていた。陸軍省との交渉の結果、練兵場の買収に成功し、跡地に市街地を建設する市区改正事業に尽力した。
市街地の開発を行った辛島の姓をとって、熊本市中心部に「辛島町」という地名が生まれ、熊本市電の駅名が辛島町停留場という名前になっている。墓所は熊本市来迎院。

## 親族
- 辛島知己 - 長男。内務官僚。熊本市長。